# Санджай Ліла Бхансалі
Санджа́й Лі́ла Бханса́лі (англ. Sanjay Leela Bhansali, гінді: संजय लीला भंसाली, р. 24 лютого 1965) — відомий індійський кінорежисер, сценарист і продюсер. Випускник інституту кінематографії і телебачення Індії, учень відомого на весь світ кінорежисера, актора і критика Раджа Капура. Бхансалі прийняв друге ім'я «Ліла», як данину пошани своїй матері Ліла Бхансалі.

## Біографія
Бхансалі почав свою кар'єру помічником режисера і продюсера Vidhu Vinod Chopra і брав участь у процесі створення фільмів «Parinda», «1942: A Love Story» і «Kareeb». Тим не менш обидва провалилися, коли Бхансалі відмовився від роботи над «Kareeb» і замість цього зробив свій режисерський дебют у картині «Khamoshi: The Musical» комерційно невдалим, але визнаним критиками розповіді про дівчинку, насилу намагається спілкуватися зі своїми глухими батьками. Його наступним фільмом була історія про любовний трикутник «Навіки твоя», ця картина стала візитною карткою індивідуальної манери Бхансалі в демонстрації пишноти і створення аури святкування і торжества. Фільм мав великий успіх і завоював безліч нагород. Наступний фільм «Devdas» став одою Бхансалі на добре відомий однойменний роман. Кіноверсія, що вийшла в Індії стала найбільш високоприбутковим фільмом. Ця картина також завоювала всі головні нагороди Боллівуду і була офіційною заявкою Індії на Оскар. На прем'єрі в Каннах музичний супровід фільму отримав значний прийом. Потім був фільм «Black», який журнал «Time» (Європа) вибрав п'ятим у десятці найкращих фільмів 2005 року всього світу. «Black» встановив рекорд на церемонії нагородження Filmfare Awards в 2006 році, завоювавши 11 нагород. Після отриманих чотирьох успіхів Бхансалі зазнав свого першого великого провалу з фільмом «Кохана», який був зустрінутий гострою критикою і одночасно малими касовими зборами.
Його поточний проєкт називається «Chenab Gandhi», режисеруються Vibhu Puri за сценарієм Bhavani Iyer, який також писав сценарій для «Black». Відходячи від романтики, цей пісенний фільм створений навколо трьох персонажів, зіграних Амітабхом Баччаном, Гарманом Бавежой і Відья Балан, з центральною фігурою, індійським борцем за свободу, Khan Abdul Ghaffar Khan, також відомим як Frontier Gandhi.
Наступна режисерська авантюра Бхансалі названа «Благання» (Guzarish) з Рітіком Рошаном і Айшварією Рай у головних ролях.

## Фільмографія

### Режисерські роботи
- 1996: Світ музики /Khamoshi: The Musical
- 1999: Навіки твоя /Hum Dil De Chuke Sanam
- 2002: Девдас /Devdas
- 2005:Black
- 2007: Кохана /Saawariya
- 2015: Баджірао Мастані / Bajirao Mastani
- 2018: Падмаваті

### Продюсерські роботи
- 1999: Навіки твоя /Hum Dil De Chuke Sanam
- 2005:Black
- 2007: Кохана /Saawariya

### Сценарист
- 1994:1942: A Love Story
- 1996: Світ музики /Khamoshi: The Musical
- 1999: Навіки твоя /Hum Dil De Chuke Sanam
- 2002: Девдас /Devdas
- 2005:Black
- 2018: Падмаваті

## Нагороди
National Film Awards
- 2006: National Film Award for Best Feature Film in Hindi -Black

Filmfare Awards
- 1997: Filmfare Critics Award for Best Movie — Kamoshi: The Musical
- 2000: Filmfare Best Director Award — Hum Dil De Chuke Sanam
- 2000: Filmfare Best Movie Award — Hum Dil De Chuke Sanam
- 2003: Filmfare Best Director Award — Devdas
- 2003: Filmfare Best Movie Award — Devdas
- 2006: Filmfare Best Director Award — Black
- 2006: Filmfare Best Movie Award — Black
- 2006: Filmfare Critics Award for Best Movie — Black

Zee Cine Awards
- 2000: Zee Cine Award Best Director — Hum Dil De Chuke Sanam
- 2000: Zee Cine Award Best Film — Hum Dil De Chuke Sanam
- 2003: Zee Cine Award Best Director — Devdas
- 2006: Zee Cine Award Best Director — Black
- 2006: Zee Cine Award Best Film — Black

Star Screen Awards
- 2000: Star Screen Award Best Director — Hum Dil De Chuke Sanam
- 2000: Star Screen Award Best Film — Hum Dil De Chuke Sanam
- 2003: Star Screen Award Best Director — Devdas
- 2006: Star Screen Award Best Director — Black
- 2006: Star Screen Award Best Film — Black

IIFA Awards
- 2000: IIFA Best Director Award — Hum Dil De Chuke Sanam
- 2000: IIFA Best Movie Award — Hum Dil De Chuke Sanam
- 2003: IIFA Best Director Award — Devdas
- 2006: IIFA Best Director Award — Black
- 2006: IIFA Best Movie Award — Black

Bollywood Movie Award
- 2003: Bollywood Movie Award — Best Director — Devdas
- 2006: Bollywood Movie Award — Best Director — Black
- 2006: Bollywood Movie Award — Best Film — Black

Stardust Awards
- 2006: Stardust Dream Director Award — Black